# クリーチ

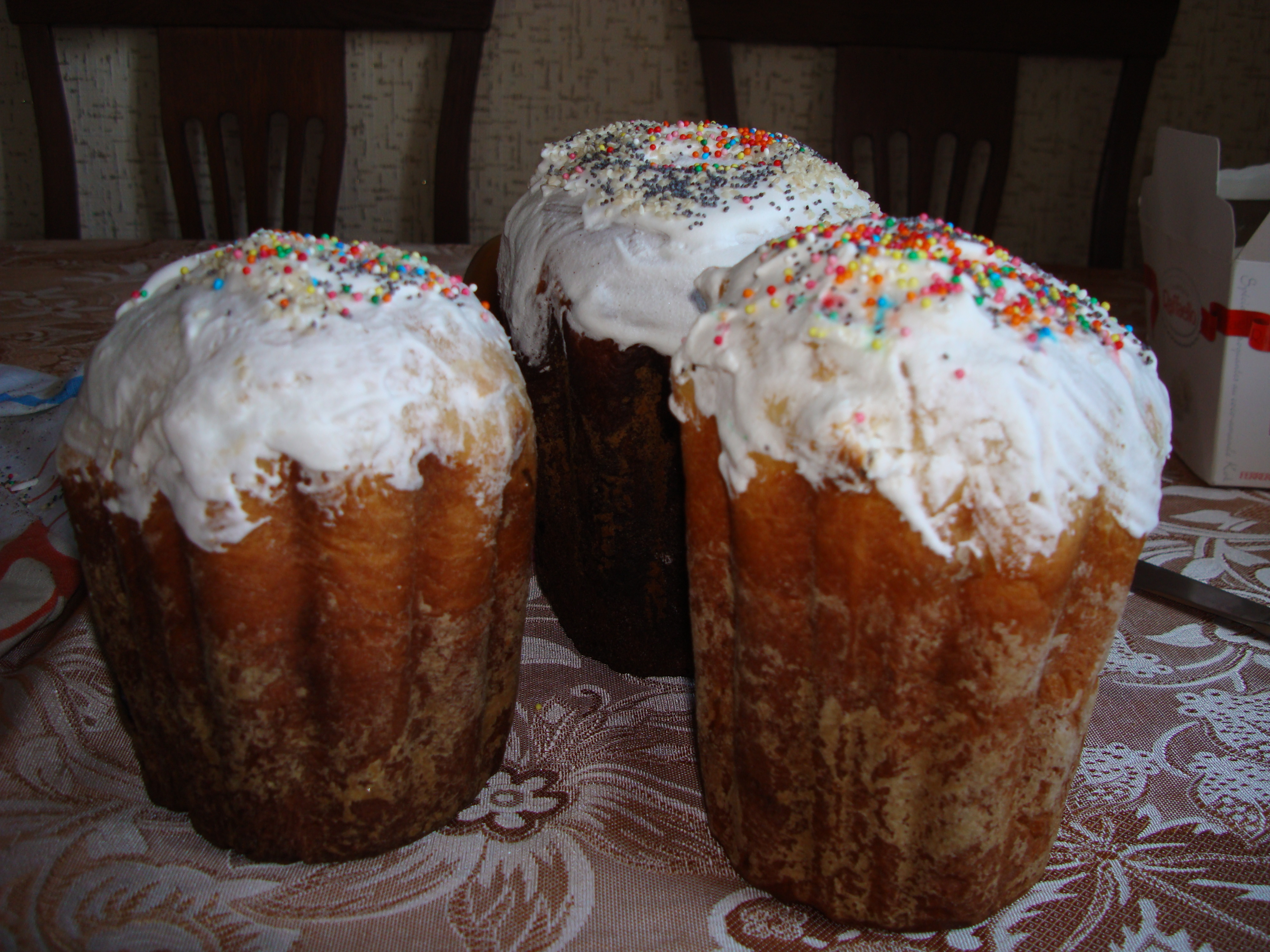
クリーチ

クリーチ（ロシア語: кулич）とは、復活大祭（パスハ）に食べられる、正教会に伝統的なパンの一種であり、ロシア、ベラルーシ、ブルガリア、セルビア、ウクライナ等にみられるもの。
クリーチは、伝統的に復活祭の奉神礼の際、バスケットにカラフルな花による装飾と共に入れられ、司祭によって成聖される。成聖されていない残りのクリーチは、パスハ（復活大祭：パスハに食べられる菓子）とともにデザートに食べられる。成聖されたクリーチは、日々の朝食の前に食べられる。
クリーチは缶詰のような円筒形に高く焼き上げられ、冷ましてから砂糖をデコレーションする（僅かに側面にしたたらせる）。カラフルな花や、「ハリストス復活（Христос воскресе）」という復活祭期に伝統的な挨拶の頭文字XBも飾り付ける。
クリーチは復活大祭後40日間、ペンテコステ（五旬祭）までの期間にのみ食される。